# Saint-Léger-des-Aubées
Saint-Léger-des-Aubées är en kommun i departementet Eure-et-Loir i regionen Centre-Val de Loire strax norr om centrala Frankrike. Kommunen ligger i kantonen Auneau som tillhör arrondissementet Chartres. År 2022 hade Saint-Léger-des-Aubées 257 invånare.

## Befolkningsutveckling
Antalet invånare i kommunen Saint-Léger-des-Aubées
Referens:INSEE